# Jarocin (województwo mazowieckie)
Jarocin – wieś sołecka w Polsce położona w województwie mazowieckim, w powiecie płońskim, w gminie Baboszewo.
| SIMC    | Nazwa | Rodzaj    |
| ------- | ----- | --------- |
| 1060240 | Tyski | część wsi |

W latach 1975–1998 miejscowość administracyjnie należała do województwa ciechanowskiego.